# Tipula acroleuca
Tipula acroleuca är en tvåvingeart som beskrevs av Alexander 1978. Tipula acroleuca ingår i släktet Tipula och familjen storharkrankar. Inga underarter finns listade i Catalogue of Life.